# 세르히오 고이리
세르히오 고이리(Sergio Goyri, 1958년 11월 14일 ~ )는 멕시코의 배우이다.